# Памятник пионерам Грише Волкову и Феде Игнатенко
Памятник пионерам Грише Волкову и Феде Игнатенко — памятник пионерам Великой Отечественной войны в станице Тацинской Ростовской области.

## История
Когда в декабре 1942 года на Среднем Дону началась наступательная операция «Малый Сатурн», советские войска, прорвав оборону фашистов, устремились в их тыл. Одной из целей операции был захват немецкого аэродрома в станице Тацинской.
Бойцы танкового корпуса под командованием генерала Василия Баданова, пройдя по тылам противника, 24 декабря 1942 года уничтожили на аэродроме и железнодорожной станции Тацинская большое количество немецких самолётов, разрушив «воздушный мост», созданный Германией, для оказания помощи окруженной под Сталинградом армии генерала Фридриха Паулюса. Оценки количества уничтоженных в этот день самолётов разнятся — в советской публицистике фигурирует цифра в 300 и более машин, немецкие документы подтверждают цифру в 72 машны. Гриша Волков и Федя Игнатенко в свои неполные четырнадцать лет совершили героический поступок — хорошо зная местность, они встретили и провели советские танки безопасной дорогой к Тацинскому военному аэродрому.
Четыре дня шёл бой за их родную станицу, в котором юные пионеры сражались вместе с советскими танкистами. По приказу командования советские бойцы отошли от Тацинской в сторону города Морозовска. Уходя из станицы Гриша Волков и Федя Игнатенко участвовали в бою, в котором погибли. Родина высоко оценила подвиг героев — они были посмертно награждены медалями «За отвагу».
О подвиге юных героев рассказывает экспозиция Тацинского музея боевой славы.

## Описание
Памятник расположен в Центральном сквере им. М. Нечаева станицы Тацинской. На постаменте, отделанном серыми гранитными плитами, два мальчика-пионера стоят в полный рост, показывая дорогу танкистам на немецкий аэродром. На постаменте надпись «Гриша Волков, Федя Игнатенко». Перед памятником надгробная плита — до 1966 года это была братская могила, а в 1976 году рядом был сооружен памятник. Первоначально на постаменте памятника не было надписей, но был установлен барельеф пионерского галстука.
У памятника проводятся торжественные мероприятия и возлагаются цветы.